# オオガシラ属 (ナミヘビ科)
オオガシラ属（オオガシラぞく、Boiga）は、爬虫綱有鱗目ナミヘビ科に分類される属。

## 分布
アフリカ大陸、オーストラリア大陸北部、ユーラシア大陸南部、インドネシア、フィリピン

## 形態
体形は細く側偏し、樹上での生活に適している。頭部は大型で幅広い。眼は大型で、瞳孔は縦長。

### 毒
奥歯に毒牙がある。人間が噛まれると痛みや不快感などの症状があらわれるが、毒性は低く致命的ではない。

## 分類
以下の分類・英名はReptile Database(2025)に従う。和名は、付記のない限り中井(2021)に従う。
- Boiga andamanensis アンダマンオオガシラ Andaman cat snake
- Boiga angulata クロワオオガシラ Philippine blunt-headed cat snake
- Boiga barnesii クロホシオオガシラ
- Boiga beddomei ベトナムオオガシラ Beddome's cat snake
- Boiga bengkuluensis ブンクルオオガシラ
- Boiga bourreti ブーレットオオガシラ Bourret's cat snake
- Boiga ceylonensis セイロンオオガシラ Sri Lanka cat snake
- Boiga cyanea ミドリオオガシラ Green cat snake
- Boiga cynodon イヌバオオガシラ Dog-toothed cat snake
- Boiga dendrophila トラフオオガシラ（マングローブヘビ） Gold-ringed cat snake
- Boiga dightoni ダイトンオオガシラ Pirmad cat snake
- Boiga drapiezii オビオオガシラ White-spotted cat snake
- Boiga flaviviridis モエギオオガシラ Yellow-green cat snake
- Boiga forsteni フォーステンオオガシラ Forsten's cat snake
- Boiga gocool カリガネオオガシラ Arrowback tree snake
- Boiga guangxiensis チワンオオガシラ
- Boiga hoeseli ヌサトゥンガラオオガシラ Lesser Sundas cat snake
- Boiga irregularis ミナミオオガシラ Brown catsnake
- Boiga jaspidea ジャスパーオオガシラ Jasper cat snake
- Boiga kraepelini タイワンオオガシラ Kelung cat snake
- Boiga melanota マレーマングローブヘビ[4]
- Boiga multifasciata タタイオオガシラ Many-banded tree snake
- Boiga multomaculata アズキマダラオオガシラ Many-spotted cat snake
- Boiga nigriceps ボウシオオガシラ Black-headed cat snake
- Boiga nuchalis クビモンオオガシラ Collared catsnake
- Boiga philippina ルソンオオガシラ Philippine cat snake
- Boiga quincunciata ホウギオオガシラ
- Boiga ranawanei Ranawana's cat snake
- Boiga saengsomi キミドリオオガシラ Banded cat snake
- Boiga schultzei パラワンオオガシラ Schultz's blunt-headed tree snake
- Boiga siamensis ハイイロオオガシラ Gray cat snake
- Boiga stoliczkae Tawny cat snake
- Boiga tanahjampeana タナジャンペアオオガシラ Tanahjampea cat snake
- Boiga thackerayi サッカレーオオガシラ Thackeray's cat snake
- Boiga trigonata ガンマオオガシラ Indian gamma snake
- Boiga wallachi ニコバルオオガシラ Nicobar cat snake
- Boiga westermanni インドタマゴヌスミ Indian egg-eating snake

## 生態
森林に生息する。樹上棲。危険を感じると口を大きく開けて威嚇する。
食性は動物食で、小型哺乳類、鳥類、爬虫類、カエルなどを食べる。
繁殖形態は卵生。

## 人間との関係
毒牙を持つが、噛まれても致命的ではないとされる。
ミナミオオガシラは偶然にグアム島に移入された結果、在来種の鳥類や家畜を食害し壊滅的な被害を与えている。このことに伴い2005年に施行された外来生物法では特定外来生物に指定された。ミナミオオガシラを除く本属の構成種は未判定外来生物に指定されていたが、2008年に4種が特定外来生物に追加された。
ペットとして飼育されることもあり、日本にも輸入されていた。しかし属単位で未判定外来生物に指定（属内で流通していた種は特定外来生物に指定）されたため、輸入は停止している。